# 青森信號場
青森信號場（日语：／ Aomori Shingōjyo */?）是位於青森縣青森市，現時屬於青森鐵道青森鐵道線的信號場。是用作分流列車往來青森站及青森調車場、JR東日本奧羽本線或津輕線。

## 背景
此信號場是源於曾稱為「東北三大調車場」之一的青森調車場，最初是經由東北本線舊線中的浦町站中分支出來，調車場的另一端可通往青森站連接，形成了類近複線的模式，青森調車場曾經佔地近21.5公頃，分成東、西兩側，可容納300輛貨車車卡。青森調車場為本州～北海道間的鐵路貨運發揮着重要的功用，往北海道的貨櫃先在此集合並重新整理編列，然後經機車通過青森站後至碼頭，再利用青函航路送至北海道方；反之亦然，先在調車場新編排貨櫃，並按不同的目的地，以經奧羽本線或東北本線離開。
調車場因為需要大量的空間去作調配，不得不徵用了一些原來貫穿青森市南北兩端的道路，包括最主要的柳町通、以及西側的旭町通等。附近居民曾要求補償方案，但卻要等到1986年青森中央大橋的開通才解決。
1968年，因應東北本線複線化的工程，日本國鐵為免在原線路上涉及過多的收地計劃，決定在原路軌的於南邊興建新的雙軌路線，並以東青森站來替代原來的浦町站和浪打站，連帶也將原來連接浦町站與調車場的分支路段一併廢除，改在新路軌上加設通往東、西兩端調車場的轉轍器。
然而，貨運項目長久令日本國鐵承受鉅額赤字，而且當時有關國鐵民營化討的討論也開始熱烈，1984年，國鐵宣佈將調車場停止運作，東側的調車場及轉轍器也隨之停用；而西側的大部份調車場範圍也停止使用，但連接奧羽本線的短連絡線及相關的配套則仍然保留運作，這部份也就成為了現時信號場的組成部份。

## 歷史
- 1926年10月25日：隨國有鐵道東北本線青森調車場開始使用、及青森～浦町間的小支線開通，奧羽貨物支線瀧內信號場～青森調車場間開通。
- 1945年8月10日：調車場遭美軍轟炸。
- 1949年6月1日：隨國有鐵道法施行、本信號場由日本國有鐵道（國鐵）繼承。
- 1966年8月1日：因應青森調車場～青森站高架立體化，來往青森站改成為單線。
- 1968年7月21日：因應東北本線複線化而改動路軌，使調車場與東北本線改成並行模式。
- 1984年2月1日：調車場機能停止。但往西側調車場的信號場仍繼續運作。
- 1986年11月1日：西側調車場降格為信號場、改稱青森信號場。
- 1987年4月1日：隨國鐵分割民營化、由日本貨物鐵道（JR貨物）承繼。
- 1988年3月13日：「北斗星」3、4號的車長、乘務員交接以此處進行（後來改為在青森站）。
- 2000年4月1日：JR貨物將青森信號場及青森機關區統合、新設置「青森綜合鐵道部」[1]。
- 2003年4月25日：青森信號場東側的調車場原址改建為青森中央公園並開業。
- 2006年3月18日：所有「北斗星」及「黃昏特快號」的乘務員、駕駛員交接由青森站改為於本信號場內進行，同時亦在此進行鐵路機車交換。
- 2010年12月4日：青森鐵道承繼東北本線青森縣內的路段營運，本信號場亦改為屬於青森鐵道。
- 2012年3月17日：「北斗星」及「黃昏特快號」改回於青森站進行職員交換。

## 相鄰車站
青森鐵道
■青森鐵道線
筒井－青森信號場－青森
■奧羽本線（貨物線）
瀧內信號場－青森信號場（－筒井）